# Saison 2010 de l'équipe cycliste Euskaltel-Euskadi
La saison 2010 de l'équipe cycliste Euskaltel-Euskadi est la dix-septième de l'équipe. Elle débute en janvier lors du Tour Down Under. En tant qu'équipe ProTour, elle participe au calendrier de l'UCI ProTour. L'équipe termine à la 13e place du classement mondial UCI.
Cette saison est la meilleure de l'équipe depuis sa création.

## Préparation de la saison 2010

### Arrivées et départs
| Arrivées             | Équipe 2009       |
| -------------------- | ----------------- |
| Beñat Intxausti      | Fuji-Servetto     |
| Gorka Izagirre       | Contentpolis-Ampo |
| Jonathan Castroviejo | Orbea             |
| Miguel Mínguez       | Orbea             |
| Daniel Sesma         | Orbea             |
| Romain Sicard        | Orbea             |

| Départs         | Équipe 2010            |
| --------------- | ---------------------- |
| Markel Irizar   | RadioShack             |
| Andoni Lafuente | Cespa Euskadi          |
| Mikel Astarloza | suspension pour dopage |
| Íñigo Landaluze | suspension pour dopage |
| Josu Agirre     |                        |

## Coureurs et encadrement technique

### Effectif
| Cycliste             | Date de naissance | Nationalité | Équipe 2009       |
| -------------------- | ----------------- | ----------- | ----------------- |
| Igor Antón           | 2 mars 1983       | Espagne     | Euskaltel-Euskadi |
| Javier Aramendia     | 5 décembre 1986   | Espagne     | Euskaltel-Euskadi |
| Jorge Azanza         | 16 juin 1982      | Espagne     | Euskaltel-Euskadi |
| Jonathan Castroviejo | 27 avril 1987     | Espagne     | Orbea             |
| Sergio de Lis        | 9 mai 1986        | Espagne     | Euskaltel-Euskadi |
| Koldo Fernández      | 13 septembre 1981 | Espagne     | Euskaltel-Euskadi |
| Aitor Galdós         | 8 novembre 1979   | Espagne     | Euskaltel-Euskadi |
| Aitor Hernández      | 24 janvier 1982   | Espagne     | Euskaltel-Euskadi |
| Beñat Intxausti      | 20 mars 1986      | Espagne     | Fuji-Servetto     |
| Iñaki Isasi          | 20 avril 1977     | Espagne     | Euskaltel-Euskadi |
| Gorka Izagirre       | 7 octobre 1987    | Espagne     | Contentpolis-Ampo |
| Egoi Martínez        | 15 mai 1978       | Espagne     | Euskaltel-Euskadi |
| Miguel Mínguez       | 30 août 1988      | Espagne     | Orbea             |
| Mikel Nieve          | 26 mai 1984       | Espagne     | Euskaltel-Euskadi |
| Juan José Oroz       | 11 juillet 1980   | Espagne     | Euskaltel-Euskadi |
| Alan Pérez           | 15 juillet 1982   | Espagne     | Euskaltel-Euskadi |
| Rubén Pérez          | 30 octobre 1981   | Espagne     | Euskaltel-Euskadi |
| Samuel Sánchez       | 5 février 1978    | Espagne     | Euskaltel-Euskadi |
| Daniel Sesma         | 20 juillet 1984   | Espagne     | Orbea             |
| Romain Sicard        | 1er janvier 1988  | France      | Orbea             |
| Amets Txurruka       | 10 novembre 1982  | Espagne     | Euskaltel-Euskadi |
| Pablo Urtasun        | 29 mars 1980      | Espagne     | Euskaltel-Euskadi |
| Iván Velasco         | 7 février 1980    | Espagne     | Euskaltel-Euskadi |
| Gorka Verdugo        | 4 novembre 1978   | Espagne     | Euskaltel-Euskadi |

## Bilan de la saison

### Victoires
| Date       | Course                               | Pays       | Classe | Vainqueur       |
| ---------- | ------------------------------------ | ---------- | ------ | --------------- |
| 08/04/2010 | 4e étape du Tour du Pays basque      | Espagne    | PT     | Samuel Sánchez  |
| 11/04/2010 | Klasika Primavera                    | Espagne    | 1.1    | Samuel Sánchez  |
| 16/04/2010 | 3e étape du Tour de Castille-et-León | Espagne    | 2.1    | Igor Antón      |
| 28/04/2010 | 1re étape du Tour des Asturies       | Espagne    | 2.1    | Pablo Urtasun   |
| 30/04/2010 | 3eb étape du Tour des Asturies       | Espagne    | 2.1    | Beñat Intxausti |
| 02/05/2010 | 5e étape du Tour de Romandie         | Suisse     | PT     | Igor Antón      |
| 26/05/2010 | 1re étape du Tour de Bavière         | Allemagne  | 2.HC   | Rubén Pérez     |
| 06/06/2010 | 4e étape du Tour de Luxembourg       | Luxembourg | 2.HC   | Gorka Izagirre  |
| 25/04/2010 | Classique d'Ordizia                  | Espagne    | 1.1    | Gorka Izagirre  |
| 04/08/2010 | 1re étape du Tour de Burgos          | Espagne    | 2.HC   | Koldo Fernández |
| 05/08/2010 | 2e étape du Tour de Burgos           | Espagne    | 2.HC   | Samuel Sánchez  |
| 08/08/2010 | 5e étape du Tour de Burgos           | Espagne    | 2.HC   | Samuel Sánchez  |
| 08/08/2010 | Classement général du Tour de Burgos | Espagne    | 2.HC   | Samuel Sánchez  |
| 31/08/2010 | 4e étape du Tour d'Espagne           | Espagne    | HIS    | Igor Antón      |
| 08/09/2010 | 11e étape du Tour d'Espagne          | Espagne    | HIS    | Igor Antón      |
| 13/09/2010 | 16e étape du Tour d'Espagne          | Espagne    | HIS    | Mikel Nieve     |
| 26/09/2010 | Tour de Vendée                       | France     | 1.HC   | Koldo Fernández |

### Résultats sur les courses majeures
Les tableaux suivants représentent les résultats de l'équipe dans les principales courses du calendrier international (les cinq classiques majeures, le Tour de France et le Tour d'Espagne). Pour chaque épreuve est indiqué le meilleur coureur de l'équipe, son classement ainsi que les accessits glanés par Euskaltel-Euskadi sur les courses de trois semaines.

#### Classiques
| Classique            | Milan-San Remo   | Tour des Flandres      | Paris-Roubaix     | Liège-Bastogne-Liège | Tour de Lombardie   |
| -------------------- | ---------------- | ---------------------- | ----------------- | -------------------- | ------------------- |
| Coureur (classement) | Alan Pérez (36e) | Javier Aramendia (65e) | Iñaki Isasi (59e) | Igor Antón (6e)      | Samuel Sánchez (6e) |

#### Grands tours
| Grand tour           | Tour d'Italie | Tour de France      | Tour d'Espagne                                       |
| -------------------- | ------------- | ------------------- | ---------------------------------------------------- |
| Coureur (classement) | Non invitée   | Samuel Sánchez (3e) | Mikel Nieve (10e)                                    |
| Accessits            |               | -                   | 3 victoires d'étapes (Igor Antón (2) et Mikel Nieve) |

### Classement UCI
L'équipe Euskaltel-Euskadi termine à la treizième place du Calendrier mondial avec 605 points. Ce total est obtenu par l'addition des points des cinq meilleurs coureurs de l'équipe au classement individuel que sont Samuel Sánchez, 8e avec 311 points, Igor Antón, 36e avec 132 points, Beñat Intxausti, 63e avec 82 points, Mikel Nieve, 70e avec 72 points, et Koldo Fernández, 180e avec 8 points,.
| Rang | Coureur         | Points |
| ---- | --------------- | ------ |
| 8    | Samuel Sánchez  | 311    |
| 36   | Igor Antón      | 132    |
| 63   | Beñat Intxausti | 82     |
| 70   | Mikel Nieve     | 72     |
| 180  | Koldo Fernández | 8      |
| 185  | Aitor Galdós    | 7      |
| 210  | Romain Sicard   | 4      |
| 219  | Rubén Pérez     | 4      |
| 221  | Pablo Urtasun   | 4      |
| 258  | Egoi Martínez   | 1      |